# Ellewicker Feld
Das Ellewicker Feld ist ein 72 ha großes Naturschutzgebiet auf dem Stadtgebiet von Vreden im Kreis Borken in Nordrhein-Westfalen.

## Lage, Ökologie
Das Ellewicker Feld liegt westlich von Vreden in der Nähe des Dorfes Ellewick-Crosewick im münsterländischen Kreis Borken, ganz in der Nähe der Grenze zu den Niederlanden.
Es besteht fast ausschließlich aus Grünland, beinhaltet aber einige kleinere Gewässer. Diese sind entweder alte Weidetümpel oder in den letzten Jahren angelegte Blänken.

## Tourismus
Das Ellewicker Feld liegt in direkter Nachbarschaft des bekannten Zwillbrocker Venns. Das Naturschutzgebiet ist an das Radverkehrsnetzes NRW angebunden (Wabe 56) und liegt an der grenzüberschreitenden Flamingoroute, eine Themenroute der Radregion Münsterland. Der Knotenpunkt 48 und damit der Anschluss an das niederländische Knotenpunktsystem liegt westlich direkt auf der niederländisch-deutschen Grenze.